# 白沢三郎
白沢 三郎（しらさわ さぶろう、1941年6月2日 - 2011年4月14日）は、日本の政治家。衆議院議員（1期）。

## 経歴
高校卒業後に1年間銀行員として働いたが、一念発起して早稲田大学政経学部に入学。大学卒業後は1年間の会社勤務の後にスウェーデンに留学し、3年間で世界43ヶ国をほとんど野宿の生活で旅して回った。この旅で、政治の貧困は人間を貧困にすると感じて政治家を志したという。帰国後、衆議院議員秘書を経て1983年から新潟県議会議員を2期務めた後、1990年の第39回衆議院議員総選挙に渡辺紘三の後継者として自民党の公認を受け新潟2区から立候補したが落選。
1993年の第40回総選挙では新生党から立候補し、情報労連や全電通の支援を受けて初当選。翌1994年には新進党の結成に参加した。1996年の第41回総選挙では同党から出馬し落選。1997年には第18回参議院議員通常選挙では非自民の統一候補として星野行男を党が推薦するという決定を受け、県連の幹事長職を辞任して田中直紀を支持した。浪人中の3年間に選挙区を回ってミニ集会や街頭演説を行ない、2000年の第42回総選挙で自由党から立候補したが、再び稲葉大和に敗れて落選し引退した。膵癌のため2011年4月14日に逝去。